# Lisandro Semedo
Lisandro Semedo (Setúbal, 1996. március 12. –) portugál születésű zöld-foki köztársasági válogatott labdarúgó, a lengyel Radomiak csatárja.

## Pályafutása

### Klubcsapatokban
Semedo a portugáliai Setúbal városában született. Az ifjúsági pályafutását az Amarelos és a Sporting CP csapatában kezdte, majd az angol Reading akadémiájánál folytatta.
2016-ban mutatkozott be a ciprusi Zakaki felnőtt keretében. 2017-ben az Apóllon Lemeszú szerződtette. A 2017–18-as szezonban a holland Fortuna Sittardnál szerepelt kölcsönben. A lehetőséggel élve, 2018-ban a holland első osztályban szereplő Fortuna Sittardhoz igazolt. A 2019–20-as idényben a görög ÓFI Kréta csapatát erősítette kölcsönben. 2022. július 9-én kétéves szerződést kötött a lengyel első osztályban érdekelt Radomiak együttesével. Először a 2022. július 17-ei, Miedź Legnica ellen 1–1-es döntetlennel zárult mérkőzés 68. percében, Leândro Rossi cseréjeként lépett pályára. Első gólját 2022. november 6-án, a Widzew Łódź ellen idegenben 3–1-es győzelemmel zárult találkozón szerezte meg.

### A válogatottban
Semedo 2019-ben debütált a zöld-foki köztársasági válogatottban. Először a 2019. október 10-ei, Togo ellen 2–1-re megnyert mérkőzés félidejében, José Luís Mendes de Andradet váltva lépett pályára. Első gólját 2020. október 10-én, Guinea ellen 2–1-es vereséggel zárult barátságos mérkőzésen szerezte meg.

## Statisztikák
2023. január 27. szerint
| Klub                         | Szezon   | Osztály                | Bajnokság | Bajnokság | Kupa  | Kupa | Nemzetközi | Nemzetközi | Összesen | Összesen |
| Klub                         | Szezon   | Osztály                | Meccs     | Gól       | Meccs | Gól  | Meccs      | Gól        | Meccs    | Gól      |
| ---------------------------- | -------- | ---------------------- | --------- | --------- | ----- | ---- | ---------- | ---------- | -------- | -------- |
| Zakaki                       | 2016–17  | Cypriot First Division | 15        | 1         | 1     | 1    | —          | —          | 16       | 2        |
| Fortuna Sittard (kölcsönben) | 2017–18  | Eerste Divisie         | 37        | 15        | 2     | 0    | —          | —          | 39       | 15       |
| Fortuna Sittard              | 2018–19  | Eredivisie             | 28        | 3         | 4     | 1    | —          | —          | 32       | 4        |
| Fortuna Sittard              | 2020–21  | Eredivisie             | 34        | 9         | 2     | 0    | —          | —          | 36       | 9        |
| Fortuna Sittard              | 2021–22  | Eredivisie             | 9         | 0         | 1     | 0    | —          | —          | 10       | 0        |
| Fortuna Sittard              | Összesen | Összesen               | 108       | 27        | 9     | 1    | 0          | 0          | 117      | 28       |
| ÓFI Kréta (kölcsönben)       | 2019–20  | Super League Greece    | 28        | 7         | 2     | 0    | —          | —          | 30       | 7        |
| Radomiak                     | 2022–23  | Ekstraklasa            | 16        | 1         | 3     | 0    | —          | —          | 19       | 1        |
| Összesen                     | Összesen | Összesen               | 167       | 36        | 15    | 2    | 0          | 0          | 182      | 38       |

## Sikerei, díjai
Fortuna Sittard
- Eerste Divisie
  - Feljutó (1): 2017–18